# Södermanlands runinskrifter 314
Södermanlands runinskrifter 314 är ett vikingatida runstensfragment av granit i Torshälla kyrka, Torshälla och Eskilstuna kommun. Stenen är 1,6 meter hög 1 meter bred. Runhöjden är 10-14 centimeter. Stenen består egentligen av två fragment med perfekt passning där det första påträffades 1911. Stenarna har plockats fram, satts samman och står i kyrkans vapenhus.

## Inskriften
Translitterering av runraden:
... : raisa : ¶ : at : kakr : boana : nytan
Normalisering till runsvenska:
... ræisa at Gagar(?)/Kag(?)/Gag(?), boanda nytan.
Översättning till nusvenska:
... resa stenen efter Gagar(?)/Kag(?)/Gag(?), en duglig bonde.